# Фавиняна (община)
Фавиня̀на (на италиански: Favignana, на сицилиански Faugnana, Фауняна) е община в южна Италия, провинция Трапани, автономен регион и остров Сицилия. Населението на града е 30 683 души (към 2011 г.).
Общината се състои от архипелага на трите Егадски острови. Административен център е селище Фавиняна на по-големия едноименен остров.